# Musée du 20 juillet
Le musée du 20 juillet, également appelé Casa del Florero ou musée de l'indépendance, est un musée situé au nord-est de la place Bolívar, à Bogota en Colombie.
Dans l'histoire de la Colombie, ce musée est un lieu très important car c'est à cet endroit qu'eut lieu l'un des épisodes de l'indépendance de la Colombie appelé Le Vase de Llorente le 20 juillet 1810.
Ce musée acquiert le statut de monument national via la décret no 1584 du 11 août 1975.